# عبد القادر آيت وعرابي
عبد القادر آيت وعرابي. لواء جزائري متقاعد يدعى حسان، كان مسؤول محاربة الإرهاب بالمخابرات العسكرية بوزارة الدفاع.
تم اعتقال آيت وعرابي في 28 أغسطس (آب) 2015 وتم تقديمه أمام قاضي التحقيق للمحكمة العسكرية بالبليدة الذي أمر بنقله إلى المحكمة العسكرية بوهران للمحاكمة بعدة تهم، منها مخالفة التعليمات العسكرية وتخريب وثائق.
في يوم محاكمته حكمت عليه المحكمة العسكرية لمرسى الكبير بولاية وهران بخمس سنوات سجنا نافذا.

## روابط خارجية
- وزير العدل: ملف الجنرال حسان من إختصاص المحكمة العسكرية على يوتيوب.
- انطلاق محاكمة الجنرال حسان بالمحكمة العسكرية بوهران على يوتيوب.
- محاكمة الجنرال حسان: انتقال الملف من القضاء العسكري إلى المحكمة العليا على يوتيوب.